# خلقية اليوم الحقبي

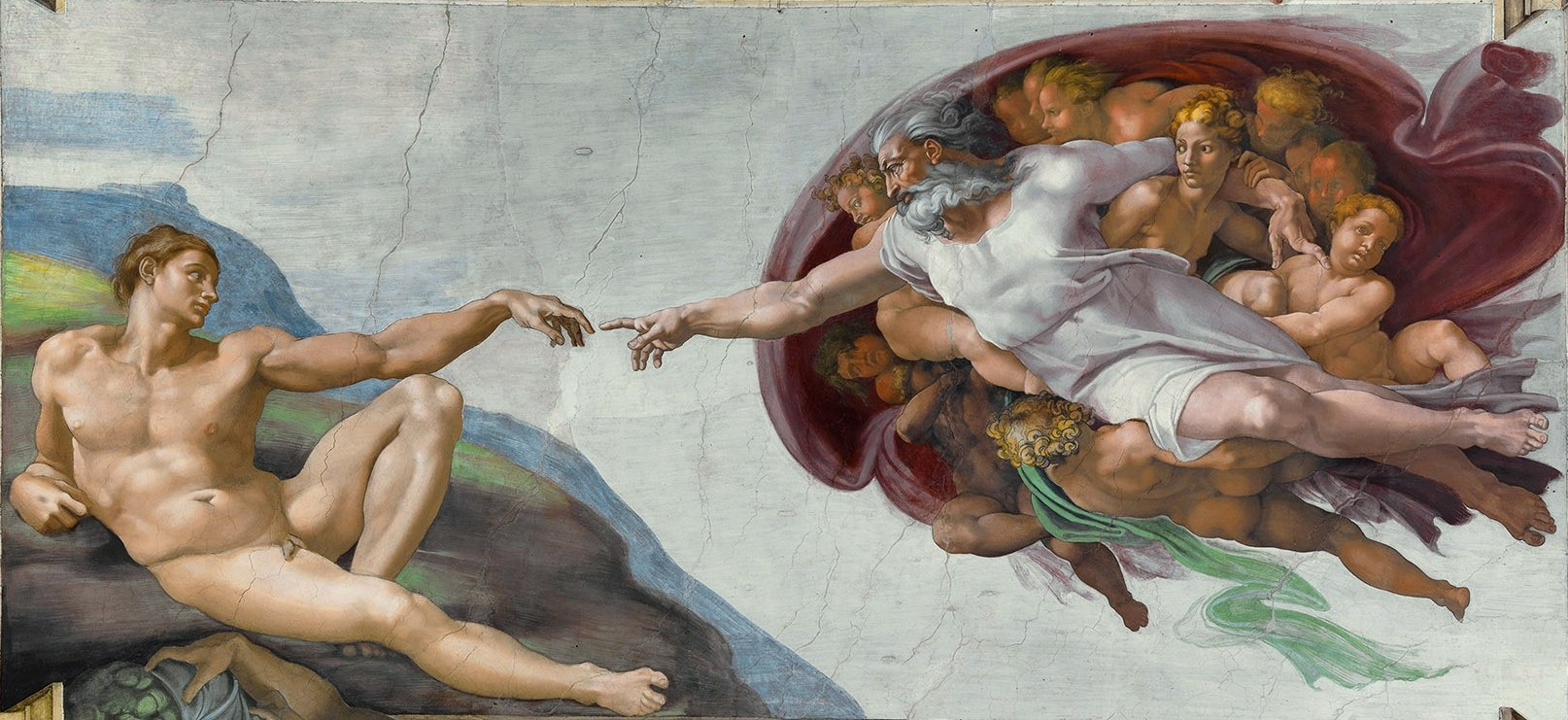

خلقية اليوم الحقبي، هو نوع من خلقية الأرض القديمة، وهو تفسير لروايات الخلق في سفر التكوين. ويؤكد أن الأيام الستة المشار إليها في رواية سفر التكوين ليست أيام عادية مدتها 24 ساعة، ولكنها فترات أطول بكثير (من آلاف إلى مليارات السنين). فيتم التوفيق بين سفر التكوين وعمر الأرض. يمكن العثور على مؤيدي نظرية اليوم الحقبي بين كل من أنصار التطور الإلهي الذين يقبلون الإجماع العلمي على التطوروأنصار الخلقية التقدمية الذين يرفضون التطور. يقال أن النظرية مبنية على فهم أن الكلمة العبرية yom التي تستخدم أيضًا للإشارة إلى فترة زمنية كبيرة لها بداية ونهاية وليس بالضرورة فترة 24 ساعة.
إن الاختلافات بين تفسير الأرض الفتية لسفر التكوين والنظريات العلمية الحديثة مثل الانفجار الكبير، والتولد التلقائي، والنسب المشترك هي كبيرة. يقول تفسير الأرض الفتية أن كل شيء في الكون وعلى الأرض تم إنشاؤه في ستة أيام على مدار 24 ساعة بالضبط، ويقدر أنه حدث منذ حوالي 6000 عام. ومع ذلك، حددت الملاحظات العلمية الحديثة عمر الكون بحوالي 13.8 مليار سنة والأرض ب 4.5 مليار سنة، ومن ثم تشكل أشكال مختلفة من الحياة بما في ذلك البشر تشكلواتدريجيًا بمرور الوقت.
تحاول نظرية اليوم الحقبي التوفيق بين هذه الآراء من خلال التأكيد على أن «أيام» الخلق لم تكن أيامًا عادية على مدار 24 ساعة، ولكنها في الواقع استمرت لحقبة طويلة من الزمن. ووفقًا لهذا الرأي يمكن أن يتوافق تسلسل ومدة «أيام» الخلق مع الإجماع العلمي لعمر الأرض والكون.

## التاريخ
يمكن تتبع شكل من أشكال النظرية على الأقل إلى القديس أوغسطينوس في القرن الخامس الذي أشار إلى أن «الأيام» في سفر التكوين لا يمكن أن تكون أيامًا حرفية، فقط لو أن سفر التكوين نفسه يخبرنا أن الشمس لم تُصنع حتى «اليوم» الرابع.
نشر المحامي والجيولوجي الإسكتلندي تشارلز ليل أعماله الشهيرة والمؤثرة مبادئ الجيولوجيا في 1830-1833 التي فسرت التغيير الجيولوجي على أنه تراكم ثابت للتغييرات الدقيقة على مدى فترات طويلة جدًا من الزمن، وأن العمليات الطبيعية تطبق بشكل موحد على طول ذلك الوجود يمكن أن يفسر ما رآه الرجال ودرسوه في الخلق.
في منتصف القرن التاسع عشر، سعى الجيولوجي الأمريكي أرنولد جويوت إلى التوفيق بين العلم والكتاب المقدس من خلال تفسير «أيام» سفر التكوين المذكورة في إصحاح 1 كعصور في التاريخ الكوني. تم الإعراب عن وجهات نظر مماثلة من قبل الجيولوجي جون ويليام داوسون على العلم والدين في الجزء الأخير من القرن التاسع عشر. كان داوسون خلقيًا خاصًا، ولكنه لم يكن حرفيًا كتابيًا، بل معترفًا بأن أيام الخلق تمثل فترات طويلة من الزمن، وأن طوفان التكوين كان «عالميًا» فقط من منظور الراوي المحدود، وأنه فقط الإنسان وليست الأرض نفسها هو الذي خلق حديثا.
الجيولوجي واللاهوتي الأمريكي جورج فريدريك رايت كان في الأصل مسيحي دارويني رائد، ومع ذلك أدى رد الفعل ضد النقد الأعلى في النقد الكتابي وتأثير جيمس دوايت دانا أدى به إلى أن أصبح محافظًا لاهوتيًا بشكل متزايد. وبحلول العقد الأول من القرن العشرين، انضم إلى الحركة الأصولية الناشئة في الدفاع ضد التطور، حيث كتب مقالًا عن الأساسيات بعنوان «مرور التطور». وفي السنوات اللاحقة، اعتقد رايت أن «أيام» سفر التكوين تمثل العصور الجيولوجية وجادل بالخلق الخاص للعديد من الأنواع النباتية والحيوانية «وفي الوقت نفسه تم منحهم القدرة الرائعة على التنوع التي نعرف أنها تمتلكها». أما تصريحاته حول ما إذا كان هناك خلق خاص منفصل للبشرية كانت متناقضة.
ربما كان أشهر نتاصر لنظرية اليوم الحقبي سياسيًا أمريكيًا، وناشطًا مناهضًا للتطور، ومدعيً قضية محاكمة القرد، وهو سكوبس ويليام جينينغز برايان. على عكس العديد من أتباعه المحافظين، لم يكن بريان حرفيًا كتابيًا صارمًا، ولم يكن لديه اعتراض على التطور قبل الإنسان ولكن حسب ذكره «إن التنازل عن حقيقة التطور حتى الإنسان يمد خصومنا بحجة سريعة للاستخدام، وبالتحديد إذا كان التطور يفسر جميع الأنواع حتى الإنسان، ألا يثير افتراضًا بأن التطور يشمل الإنسان؟»، واعترف بأن العالم كان أكبر بكثير من ستة آلاف سنة، وأن أيام الخلق ربما كانت أطول من أربع وعشرين ساعة لكل منهما.
أحد المدافعين المعاصرين هو عالم الفلك هيو روس، الذي كتب في عام 1994 كتاب Creation and Time يدافع عن وجهة نظر اليوم الحقبي بتفصيل كبير،  والذي أسس خدمة «أسباب للإيمان باليوم الحقبي». شخص آخر دافع عن وجهة النظر هو رودني وايتفيلد. 
- أجوبة في سفر التكوين
- يوم
- علم الكونيات الكتابي
- تكوين خلق السرد
- تكوين 1: 5
- إله الخالق
- إنشاء المواعدة
- الجدول الزمني للانفجار الكبير

1. ↑  Pennock(2000), p 19
2. ↑  Numbers(2006), p21-23
3. ↑  Numbers(2006), p33-50, 82
4. ↑  Numbers(2006) p58
5. ↑  Pennock(2000), p20
6. ↑  About Our Founder, Reasons to Believe نسخة محفوظة 2017-10-20 على موقع واي باك مشين.
7. ↑  http://godandscience.org/youngearth/genesis_one_age_earth.html نسخة محفوظة 2020-05-12 على موقع واي باك مشين.
8. ↑  http://www.creationingenesis.com/index.html نسخة محفوظة 2019-10-27 على موقع واي باك مشين.

## روابط خارجية
- الإجابات في الإنشاء - موقع إلكتروني آخر يروج لنموذج العمر
- تفسير عصر اليوم الواحد نسخة محفوظة 16 مايو 2020 على موقع واي باك مشين. - مقال يدعو إلى نظرية عصر النهار
- أيام الخلق — قائمة مقالات تعارض نظرية عصر النهار
- أسباب الاعتقاد - موقع الويب الذي يروج لنموذج العمر اليومي